# Supernoobs
Supernoobs è una serie animata canadese prodotta da DHX Media per Teletoon, creata da Scott Fellows, già creatore e produttore dei famosi telefilm Ned - Scuola di sopravvivenza e Big Time Rush e della serie animata Johnny Test. È stata trasmessa in Italia da Boing e Cartoon Network.

## Trama
Nella città immaginaria di Cornbury tre bambini e una bambina sono stati reclutati per errore come nuovi eroi per difendere la terra da virus inter-galattici. Per adempiere a questo compito, vengono affidate loro delle sfere da battaglia, che conferiscono dei poteri al proprio possessore. Dato che sono inesperti, due alieni (Mem e Zen) li aiuteranno a diventare perfetti in ogni campo.

## Personaggi

### Super Noobs
Eroi irresponsabili che devono diventare bravi. Guidati da Zenblock e Memnock. Nella loro città di Cornbury sono noti come i Supertipi.
- Tyler Bowman

Un ragazzino di circa 12/13 anni. È molto intonato quando canta. È il più responsabile fra tutti i Supernoobs. Possiede la sfera da battaglia azzurra, con cui può leggere nella mente e teletrasportarsi. Doppiato da Matt Hill (originale), Alessio Puccio (dialoghi, italiano), Manuel Meli (canto, italiano).
- Kevin Reynolds

Il ragazzino più irresponsabile di tutti. Possiede la sfera da battaglia rossa, con cui può diventare qualsiasi animale desideri, anche se sbaglia sempre la mutazione. Doppiato da Richard Ian Cox (originale), Alessio De Filippis (italiano).
- Jennifer Shope

L'unica bambina dei SuperNoobs. È permalosa e per niente furba, ed è anche pungente e sfacciata. Si fa chiamare per cognome, Shope. Possiede la sfera da battaglia viola, con cui può evocare il potere degli elementi naturali. Doppiata da Tabitha St. Germain (originale), Monica Volpe (italiano).
- Theodore Roachmont
  - in arte come Roach

Un ragazzino non molto sveglio e amichevole. Non si arrabbia mai, ma si innamora sempre di personaggi femminili più grandi di lui. Possiede la sfera da battaglia verde, con cui può volare e diventare super forte. Doppiato da Lee Tockar (originale), Gabriele Patriarca (italiano).

### Le Guide dei Supernoobs
- Zenblock
  - noto anche come Zen

Un alieno blu molto possente. È irascibile e odia la Terra. Si può trasformare grazie alla sua tuta e il suo alter ego da umano terrestre è Rob. Doppiato da Michael Adamthwaite (originale), Emiliano Reggente (italiano).
- Memnock
  - noto anche come Mem

Un alieno verde, cuoco appassionato. Odia la Terra ma è meno irascibile in confronto a Zen. Il suo alter ego da umano terrestre si chiama Bob. Doppiato da Bill Mondy (originale), Alessandro Budroni (italiano).

### Quelli di livello più alto
- Generale Blorgon

Un alieno magro con lo stesso potere di Tyler. È molto brusco e se qualcuno lo contraddice o non lo rispetta gli succhia il cervello con una cannuccia a spirale. Doppiato da Scott McNeil (originale), Stefano Mondini (italiano).

### Robot
- XR4Ti

Un Computer con voce femminile. Roach ne è innamorato. Doppiata da Rebecca Shoichet (originale), Irene Di Valmo (italiano).

### Cattivi
- Conte Venamus

è uno stregone inviato dal Creatore del Virus per distruggere i Supernoobs, ma viene sconfitto. Doppiato da Trevor Devall (originale), Alberto Angrisano (italiano).
- Il Creatore del Virus

è colui che creò il virus. Il suo viso non si è mai mostrato. Muore contagiato insieme al Conte Venamus dopo essere stato catturato dai Supernoobs.
- Virus

è un'entità all'interno di un piccolo meteorite in grado di diventare un grosso mostro assetato di sangue. Muore contagiato e distrutto insieme al Conte Venamus e al suo Creatore.

### Umani
- Jock Jockerson

Il bullo più temuto della scuola: il classico ragazzino forte e presuntuoso, ma anche eccessivamente ottuso ed ignorante. Doppiato da Michael Adamthwaite (originale), Gabriele Lopez (italiano).
- Amy Anderson

Una bambina di cui Tyler si innamora. È molto gentile. Doppiata da Maryke Hendrikse (stagione 1 e 2), e Melissa Altro (stagione 3), (originale), Joy Saltarelli (italiano).

## Doppiaggio
| Personaggio                | Doppiatore italiano                           | Doppiatore originale                                                       |
| -------------------------- | --------------------------------------------- | -------------------------------------------------------------------------- |
| Tyler Bowman               | Alessio Puccio (dialoghi) Manuel Meli (canto) | Matt Hill                                                                  |
| Kevin Reynolds             | Alessio De Filippis                           | Richard Ian Cox                                                            |
| Shope                      | Monica Volpe                                  | Tabitha St. Germain                                                        |
| Theodore Roachmont (Roach) | Gabriele Patriarca                            | Lee Tockar                                                                 |
| Zen                        | Emiliano Reggente                             | Michael Adamthwaite                                                        |
| Mem                        | Alessandro Budroni                            | Bill Mondy                                                                 |
| Conte Venamus              | Alberto Angrisano                             | Trevor Devall                                                              |
| XR4Ti                      | Irene Di Valmo                                | Rebecca Shoichet                                                           |
| Generale Blorgon           | Stefano Mondini                               | Scott McNeil                                                               |
| Jock Jockerson             | Gabriele Lopez                                | Michael Adamthwaite                                                        |
| Amy Anderson               | Joy Saltarelli                                | Maryke Hendrikse (1ª voce stagione 1-2) Melissa Altro (2ª voce stagione 3) |

## Episodi
| Stagione         | Episodi | Prima TV originale | Prima TV Italia |
| ---------------- | ------- | ------------------ | --------------- |
| Prima stagione   | 52      | 2015-2017          | 2016            |
| Seconda stagione | 26      | 2018-2019          | Inedita         |
| Terza stagione   | 26      | 2018-2019          | Inedita         |